# Hydrolea floribunda
Hydrolea floribunda är en tvåhjärtbladig växtart som beskrevs av Karl Theodor Kotschy och Peyr. Hydrolea floribunda ingår i släktet Hydrolea och familjen Hydroleaceae. Inga underarter finns listade i Catalogue of Life.